# Oplopanax japonicus
Oplopanax japonicus là một loài thực vật có hoa trong Họ Cuồng cuồng. Loài này được Nakai mô tả khoa học đầu tiên năm 1927.